# Nossa Senhora de Lourdes (Santa Maria)
Nossa Senhora de Lourdes é um bairro do distrito da sede, no município gaúcho de Santa Maria, Brasil. Localiza-se na área central da cidade.
O bairro Nossa Senhora de Lourdes possui uma área de 1,4652 km² que equivale a 1,20% do distrito da Sede que é de 121,84 km² e  0,0818% do município de Santa Maria que é de 1791,65 km².

## História
O bairro, cujo nome é uma referência a sua unidade residencial Parque Residencial Nossa Senhora de Lourdes, já existia oficialmente em lei de 1986, em 2006 tem seu território decrescido à metade devido a criação do bairro Nonoai e perda de território para os vizinhos Nossa Senhora das Dores e Nossa Senhora Medianeira.

## Limites
Limita-se com os bairros: Centro, Cerrito, Nonoai, Nossa Senhora das Dores, Nossa Senhora Medianeira.
Descrição dos limites do bairro: A delimitação inicia no eixo da Avenida Nossa Senhora Medianeira, no ponto de cruzamento com o eixo da Rua Paraíba, segue-se a partir daí pela seguinte delimitação: eixo da Avenida Nossa Senhora Medianeira, no sentido nordeste; eixo da Rua General Neto, no sentido sudeste; eixo da Rua Osvaldo Aranha, nos sentidos leste e nordeste; eixo da Rua Alameda Assunción, no sentido sudeste; leito da sanga afluente do Arroio Cancela, no sentido a montante; fundo dos lotes que confrontam a noroeste com a Rua Agostinho Sangoi, no sentido nordeste; eixo da Avenida Nossa Senhora das Dores, no sentido sudeste; eixo da Rua Padre Kentenich, no sentido sudeste; eixo da Rodovia BR-158, no sentido sudoeste; linha de divisa sudoeste da propriedade da Empresa Rodoviária Planalto, no sentido noroeste; linha de divisa nordeste do terreno do Presídio, no sentido noroeste; fundo dos lotes que confrontam ao noroeste com a Rua Isidoro Grassi, no sentido nordeste; linha de divisa sudoeste da propriedade do SEST/SENAT, nos sentidos nordeste e noroeste; linha de projeção desta divisa, no sentido noroeste, até alcançar o eixo da Rua João Batista da Cruz Jobim; eixo desta última Rua, no sentido sudoeste; leito da sanga tributária do Arroio Cancela, no sentido a jusante; até alinhar com a projeção do eixo da Rua Célio Schirmer; linha de projeção desta última Rua, no sentido nordeste; eixo da Rua Ceará, no sentido noroeste; sanga tributária do Arroio Cancela, no sentido a montante, até alinhar com a projeção do eixo da Rua Paraíba; por esta linha de projeção e pelo eixo da Rua Paraíba, no sentido noroeste, até alcançar a Av. Nossa Senhora Medianeira, ponto inicial desta demarcação.

## Unidades residenciais
O bairro Nossa Senhora de Lourdes, pertencente ao distrito da Sede, é uma unidade de vizinhança que contém as seguintes unidades residenciais:
| # | Unidade residencial                         | Localização                       | Limites | Obs.       |
| - | ------------------------------------------- | --------------------------------- | --- | ---------- |
| 1 | Loteamento Cidade Jardim                    | 29° 42' 07.73" S 53° 47' 59.49" O | A unidade residencial urbana que limita com o fundo dos lotes que confrontam ao sudeste com a Rua Célio Schirmer; com a Rua Pedro Santini; com o fundo dos lotes que confrontam ao noroeste com a Rua Namem José Curi; com o fundo dos lotes que confrontam respectivamente, ao nordeste com a Rua Eng.º Rogério Tochetto, ao noroeste com a Rua João Batista da Cruz Jobim e ao sudoeste com a Vila Medianeira. | [ Obs. 1 ] |
| 2 | Nossa Senhora de Lourdes                    |                                   | Toda a área do perímetro do bairro Nossa Senhora de Lourdes sem denominação específica |            |
| 3 | Parque Residencial Nossa Senhora da Saúde   | 29° 41' 44.55" S 53° 47' 43.05" O | A unidade residencial urbana que confronta a noroeste e norte com uma sanga afluente do Arroio Cancela; ao sudeste, com o eixo da Rua Guilherme João Fabrin; ao nordeste, com o eixo da Rua Dr. Lamartine Souza e ao sul com a Rua Otávio Alves de Oliveira. | [ Obs. 2 ] |
| 4 | Parque Residencial Nossa Senhora de Lourdes | 29° 41' 52.92" S 53° 47' 32.87" O | A unidade residencial urbana que confronta ao norte com o eixo das Ruas Otávio Alves de Oliveira e Dr. Lamartine Souza; ao noroeste, com a Rua Israel Seligman; ao nordeste, com o fundo dos lotes que fazem frente para a Rua Irmão Teodoro Francisco; ao sudeste, com a BR-158; ao sul, com a Vila Elwanger; ao oeste, com a Rua General Neto e ao sudoeste com a Avenida Fernando Ferrari. | [ Obs. 3 ] |
| 5 | Vila Ana Maria                              | 29° 41' 32.18" S 53° 48' 03.03" O | A unidade residencial urbana que inicia no cruzamento da Avenida Fernando Ferrari com a Avenida Nossa Senhora Medianeira, segue-se a partir daí pela seguinte delimitação: eixo da Avenida Nossa Senhora Medianeira, no sentido nordeste; eixo da Rua João Manoel, no sentido sul; leito de uma sanga tributária do Arroio Cancela, no sentido a jusante, até encontrar um ponto distante, aproximadamente 68 metros da Rua Dr. José Mariano da Rocha; linha reta que parte deste ponto, no sentido leste, até encontrar o cruzamento do eixo da Avenida Fernando Ferrari com o eixo da Rua Antônio Lozza; eixo da Avenida Fernando Ferrari, no sentido noroeste, até alcançar o eixo da Avenida Nossa Senhora Medianeira, ponto inicial desta demarcação. | [ Obs. 4 ] |
| 6 | Vila Belém                                  | 29° 41' 36.36" S 53° 47' 55.13" O | A unidade residencial urbana que inicia no cruzamento da Rua Conrado Hoffmann com uma sanga tributária do Arroio Cancela, segue-se a partir daí pela seguinte delimitação: eixo da Rua Conrado Hoffmann, no sentido nordeste; fundo dos lotes que confrontam ao sudoeste com a Rua Valentim Fernandes, no sentido sudeste; divisa sudeste, dos últimos lotes que confrontam com o final da Rua Valentim Fernandes, no sentido sudoeste e leito da sanga tributária do Arroio Cancela, no sentido a montante, até alcançar o eixo da Rua Conrado Hoffmann, ponto inicial desta demarcação. | [ Obs. 5 ] |
| 7 | Vila Elwanger                               | 29° 41' 58.43" S 53° 47' 41.20" O | A unidade residencial urbana que confronta ao norte com o Parque Residencial Nossa Senhora de Lourdes; ao sudeste, com a BR-158; ao sudoeste, com o fundo dos lotes que fazem frente ao nordeste com a Rua Pedro Pereira e ao oeste com a Rua General Neto. |            |
| 8 | Vila Palotina                               | 29° 41' 38.77" S 53° 47' 19.48" O | A unidade residencial urbana compreendida entre a Avenida Nossa Senhora das Dores e a Rua Padre Kentenich, ao nordeste; Rodovia BR-158, ao sudeste e a Rua Agostinho Sangoi, ao noroeste. |            |
| 9 | Vila Rolim                                  | 29° 41' 44.34" S 53° 48' 03.88" O | A unidade residencial urbana que inicia no eixo da Rua 19 de Novembro com a projeção do fundo dos lotes que confrontam a sudeste com a Rua João Rolim, segue-se a partir daí pela seguinte delimitação: pelo fundo destes lotes, no sentido nordeste; eixo da Avenida Fernando Ferrari, no sentido sudeste, até encontrar o eixo da Rua Antônio Lozza; linha reta que parte deste ponto até alcançar outro ponto distante, aproximadamente 68 metros da Rua Dr. José Mariano da Rocha a montante do leito de uma sanga tributária do Arroio Cancela; pela referida sanga, no sentido a jusante, até a Rua Dr. José Mariano da Rocha; eixo da Rua Dr. José Mariano da Rocha, no sentido sudoeste; eixo da Avenida Fernando Ferrari, no sentido sudeste; leito do Arroio Cancela, no sentido a jusante, até encontrar a projeção do eixo da Rua Paraíba; pelo eixo da Rua Paraíba, no sentido noroeste, até encontrar a projeção do fundo dos lotes que confrontam ao sudeste com a Rua Conrado Hoffmann; eixo da Rua Conrado Hoffmann, no sentido nordeste; eixo da Rua 19 de Novembro, até encontrar a projeção do fundo dos lotes que confrontam a sudeste com a Rua João Rolim, ponto inicial desta demarcação. | [ Obs. 6 ] |

1. ↑  O acesso principal se dá pela Rua João Batista da Cruz Jobim.
2. ↑  O acesso principal se dá pela Rua General Neto.
3. ↑  O acesso principal se dá pelo sudeste da Avenida Fernado Ferrari.
4. ↑  O principal acesso se dá pela Rua Pedro Abelim, que faz esquina com a Avenida Nossa Senhora Medianeira.
5. ↑  O principal acesso se dá pela Rua General Neto.
6. ↑  O principal acesso se dá pela Avenida Fernado Ferrari, outro pela Rua 19 de Novembro (essa rua faz esquina com a Avenida Nossa Senhora Medianeira).

## Demografia

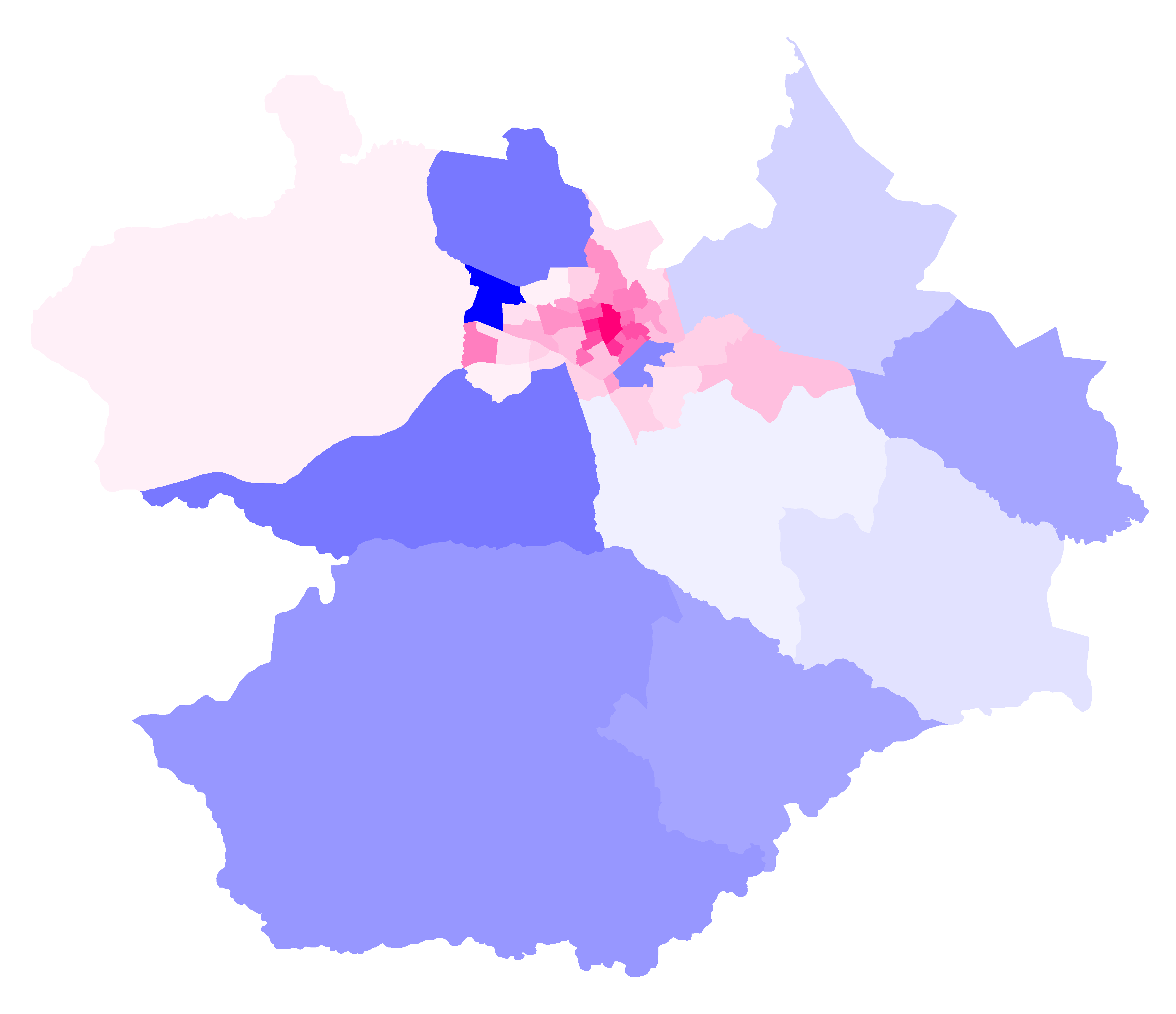
Mapa do município de Santa Maria com as divisões em bairros. Em escalas de azul os bairros com predominância masculina e em escalas de rosa os bairros com predominância feminina. Observa-se que quanto melhor a infraestrutura e o acesso a ela mais convidativo o bairro é para a população feminina. E, reciprocamente, podemos reconhecer os bairros com melhor infraestrutura observando onde a população feminina está concentrada.

Segundo o censo demográfico de 2010, Nossa Senhora de Lourdes é, dentre os 50 bairros oficiais de Santa Maria:
- Um dos 41 bairros do distrito da Sede.
- O 18º bairro mais populoso.
- O 34º bairro em extensão territorial.
- O 15º bairro mais povoado (população/área).
- O 16º bairro em percentual de população na terceira idade (com 60 anos ou mais).
- O 7º bairro em percentual de população na idade adulta (entre 18 e 59 anos).
- O 46º bairro em percentual de população na menoridade (com menos de 18 anos).
- Um dos 39 bairros com predominância de população feminina.
- Um dos 20 bairros que registraram moradores com 100 anos ou mais, com um total de 1 habitante masculino.

Distribuição populacional do bairro
1. Total: 5993 (100%)
  1. Urbana: 5993 (100%)
  2. Rural: 0 (0%)
2. Homens: 2734 (45,62%)
  1. Urbana: 2734 (100%)
  2. Rural: 0 (0%)
3. Mulheres: 3259 (54,38%)
  1. Urbana: 3259 (100%)
  2. Rural: 0 (0%)

## Infraestrutura
Espaços públicos

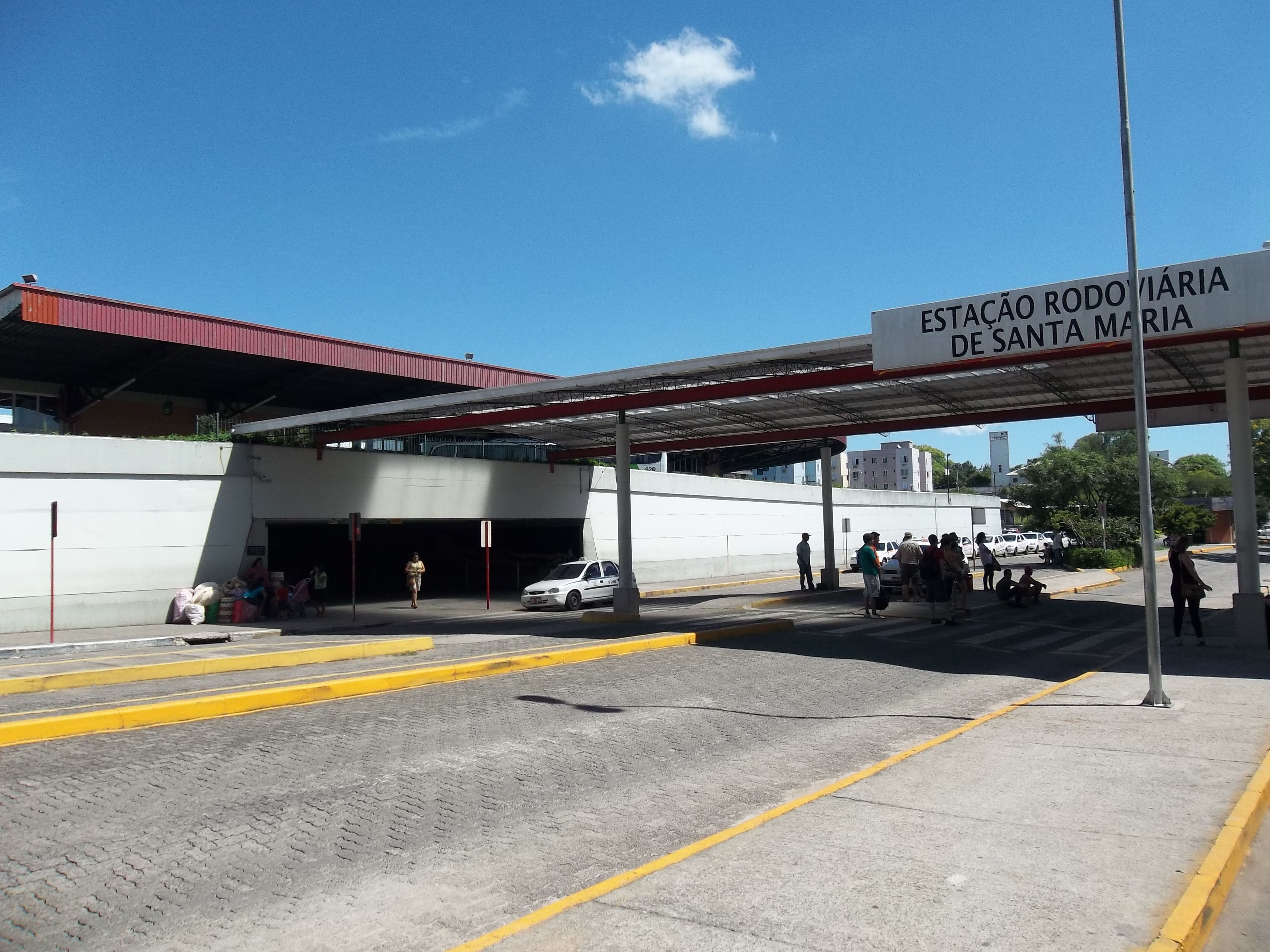
Entrada da Estação Rodoviária de Santa Maria.

No bairro está situado o largo Sargento Marco Aurélio Sangoi.
Estação Rodoviária de Santa Maria
O principal ponto de partida e chegada à Santa Maria. Na estação rodoviária há linhas do transporte coletivo urbano, interdistrital, intermunicipal e até mesmo interestadual. No bairro Camobi há uma posto da Estação Rodoviária de Santa Maria.
Pontos turísticos
- Santuário de Schoenstatt: O Santuário da Mãe Rainha e Três Vezes Admirável de Schoenstatt é um lugar sagrado de presença do fundador, padre José Kentenich[5]. É uma singela construção coberta de heras e rodeada por belos jardins. Este santuário foi fundado em 7 de setembro de 1947 pelo servo de Deus e Fundador da Obra Internacional de Schoenstatt, o Pe. José Kentenich. Foi fundado na presença do mesmo, dia 11 de fevereiro de 1948 com a presença do bispo diocesano Dom Antônio Reis. É o primeiro santuário de Schoenstatt em solo brasileiro e o segundo Santuário filial de Schoenstatt no mundo.[6]

Shoppings e centros comerciais
- Monet Plaza Shopping[7]: Situado na esquina da Avenida Fernando Ferrari com a Rua General Netto. Dentro do shopping funciona Hipermercado Big.